# جون كلارك (ملحن)
جون كلارك (بالإنجليزية: John Clark)‏ هو عازف جاز وملحن أمريكي، ولد في 21 سبتمبر 1944 في بروكلين في الولايات المتحدة.

## وصلات خارجية
- الموقع الرسمي
- جون كلارك على موقع ميوزك برينز (الإنجليزية)
- جون كلارك على موقع أول ميوزيك (الإنجليزية)
- جون كلارك على موقع ديسكوغز (الإنجليزية)